# 모과탕
모과탕(木瓜湯)은 한의학의 치료 처방의 하나로, 모과를 기본 재료로 한다. 특히 다리 통증과 골다공증에 도움이 되는 음시보약이다. 동의보감에 따르면 곽란에 의한 구토와 설사를 치유한다.
말린 모과탕은 건모과탕(乾木瓜湯)이라고 부른다.

## 종류
- 백작모과탕(白芍木瓜湯)
- 오매모과탕(烏梅木瓜湯)
- 우슬모과탕(牛膝木瓜湯)
- 가미모과탕(加味木瓜湯)